# Tallinn
Tallinn (česky zřídka též Tallin nebo Talin; dříve rovněž Revel, německy Reval, švédsky Lindanäs, rusky Таллин či Таллинн) je hlavní město Estonska a přístav na jižním pobřeží Finského zálivu Baltského moře. Žije zde přibližně 458 tisíc obyvatel.

## Název
Současné jméno Tallinnu je poprvé doloženo až v roce 1536 v podobě Talyna. Většinou se vykládá jako zkrácenina či zkomolenina z taani linn („dánský hrad“ či „dánské město“), čemuž by odpovídala ojediněle doložená forma Dāņupils v lotyštině a Tanikanlinna ve finštině. Jiné, hlavně lidové etymologie vidí v první složce jména možnou souvislost s talu („rolnická usedlost“), tall(e) („beránek“), tall(i) („stáj“) či tali („zima“).
Latinské označení města Revalia, z něhož je odvozeno několik variant názvu města (Reval, Revel, Reveln, Ревель), je zkratkou za původní „civitas revaliensis“ či „urbs revalia“, tedy „město revalské“, vyjadřující, že se jednalo o první a dlouho jediné město v historickém estonském kraji Rävala.
V arabských a ruských pramenech se vyskytující názvy قلوري (Qaliwari nebo Qalurija), قلوني (Qaliwani nebo Qalunija) a Колывань (Kolyvaň, Kolõvan), bývají odvozovány od jména mytického hrdiny Kaleva, na jehož hrobě podle pověstí vznikl původní tallinnský hrad — „Kalevan“ by znamenalo „Kalevovo“. Je však možný též původ od „kalivägi“, označení třídy válečníků, estonské obdoby germánských vikingů.
Mytologický původ není vyloučen ani i u staršího švédského jména města Lindanäs a jeho ruské odvozeniny Ledenec, které je variantou staroestonského označení Lindanise či Lindanisa – to bývá spojováno s postavou Kalevovy ženy Lindy. Možné je však odvození od kmene „linn(a)“, znamenajícího „hrad“, „hradiště“, „město“.

## Dějiny

### Období před dobytím Estonska
Archeologické nálezy dokládají, že území Tallinnu bylo poměrně hustě osídleno již od počátku doby železné, tedy již v raném 1. tisíciletí. Nejpozději v 10. století se v centru dnešního Tallinnu zformovalo sídlo raně městského typu. Nálezy byzantských, německých a anglosaských mincí z 10. až 12. století dokládají, že město bylo významným přístavem a silným obchodním centrem.
Nejstarší historickou zmínkou o Tallinnu je popis Estonska od arabského zeměpisce Al-Idrísího z roku 1154, v němž se objevuje též hradiště Qaliwani; podle vícero historiků je ovšem pravděpodobné, že v popisu došlo k záměně, a že Tallinn je ve skutečnosti popsán jako „kvetoucí město“ Anhil, zatímco Qaliwani odpovídá hradišti Hanila. Tallinn se už tehdy pravděpodobně skládal z hradu na vrchu Toompea a z „dolního města“, tedy trhového sídliště pod hradem, kde již v prvních letech 13. století stály též křesťanské kostely.
Další pramenná zmínka o Tallinnu pochází z kroniky Jindřicha Lotyše a týká se jeho dobytí a zničení dánským králem Valdemarem II. v roce 1219. Na místě původního estonského hradu dal dánský král postavit opevnění zprvu dřevěné, jak dokazují popisy útoků z let 1221 a 1223, v nichž se Estonci pokoušeli Tallinn znovu ovládnout.

### Hanzovní město
Dánové v roce 1227 po porážce u Bornhøvedu ztratili město ve prospěch Řádu mečových bratří. Zkušení řádoví stavitelé v následujících dvou letech vybudovali na vrchu Toompea zprvu neveliký, ale z vojenského hlediska moderní kamenný hrad. Na diplomatický tlak papeže však roku 1238 musí mečový řád předat severní Estonsko včetně Tallinnu opět Dánsku. Dánský král ještě téhož roku uděluje městu základní městské privileje, a roku 1248 pak město dostává plná městská práva podle lübeckého vzoru.
Rychle rostoucí obchodní a přístavní sídlo na místě někdejšího trhového sídliště bylo roku 1265 administrativně odděleno od královského hradu a stalo se samostatným středověkým městem v plném smyslu slova. V témže roce byla zahájena stavba nového opevnění města, zatímco hrad začali Dánové přestavovat v jednu z největších tehdejších pevností o hradbách celkové délky 2,5 km a výšky až 16 m o 45 baštách.
Obchodní cesty mezi německými městy a Novgorodem vedoucí přes Tallinn zůstaly přes mocenské změny zachovány, a privilegované město jich mohlo ještě lépe využívat ke svému růstu. Roku 1285 se urbs Revalia stává nejsevernějším členem Hanzy. Když pak v roce 1346 Dánsko oslabené Svatojiřským povstáním prodává své estonské državy Řádu německých rytířů, a ten je za protislužby krátce přenechává Livonskému řádu, znamená to sice další rozšiřování a přestavby samostatně spravovaného hradu, avšak život dolního města tím téměř není ovlivněn.
Během svých hanzovních let prožívá starý Tallinn největší rozkvět. Většina dnes ceněných památek tallinnského Starého Města pochází právě z této doby. Počtem obyvatel se stává Tallinn jedním z největších měst severní Evropy. Odhaduje se, že roku 1372 mělo dolní město kolem 4000 obyvatel v 650 domácnostech; na počátku 15. století to bylo přes 5000 (z toho odhadem 1500 Němců a 3500 Estonců), v polovině 16. století kolem 8000. Roku 1525 město přijímá lutherskou reformaci.

### Švédské období
Postup reformace výrazně oslabil moc Livonského řádu v Pobaltí a o dosavadní řádové državy začaly soupeřit okolní mocnosti — Rusko, Švédsko, Dánsko a Polsko. Roku 1558 vypuká livonská válka, která pak sužuje zemi pětadvacet let. Tallinnští radní se roku 1561 dobrovolně podřizují moci švédského krále, který jim slibuje zachování městských privilejí. Švédové ovládnou celé severní Estonsko, ale již 1569 ostřelují Tallinn útočící Dánové, na přelomu let 1570 a 1571 město obléhají a jeho okolí Rusové, další pustošivý ruský pokus o dobytí města se odehraje 1577. Teprve roku 1583 nastává mír pod švédskou nadvládou.
Již roku 1600 vypuká švédsko-polská válka o Pobaltí, která se sice Tallinnu nedotkne přímo, ale výrazně jej oslabí vlnou hladomoru a následné morové epidemie v letech 1602 a 1603. Souběžný úpadek Hansy pak znamená postupnou proměnu Tallinnu z metropole severu na provinční centrum švédské správy. Švédové se však aktivně zasazují o rozvoj vzdělanosti a technologie. Roku 1631 zakládají ve městě první gymnázium a 1635 tiskárnu, která tiskne též knihy v estonštině. Na stavební tváři města se švédské období projeví především vystavěním prstence bastionů kolem města koncem 17. století a rozvojem předměstí, dnešních čtvrtí Kalamaja, Tõnismäe, Köismäe, Jaani a dalších.

### Ruské období

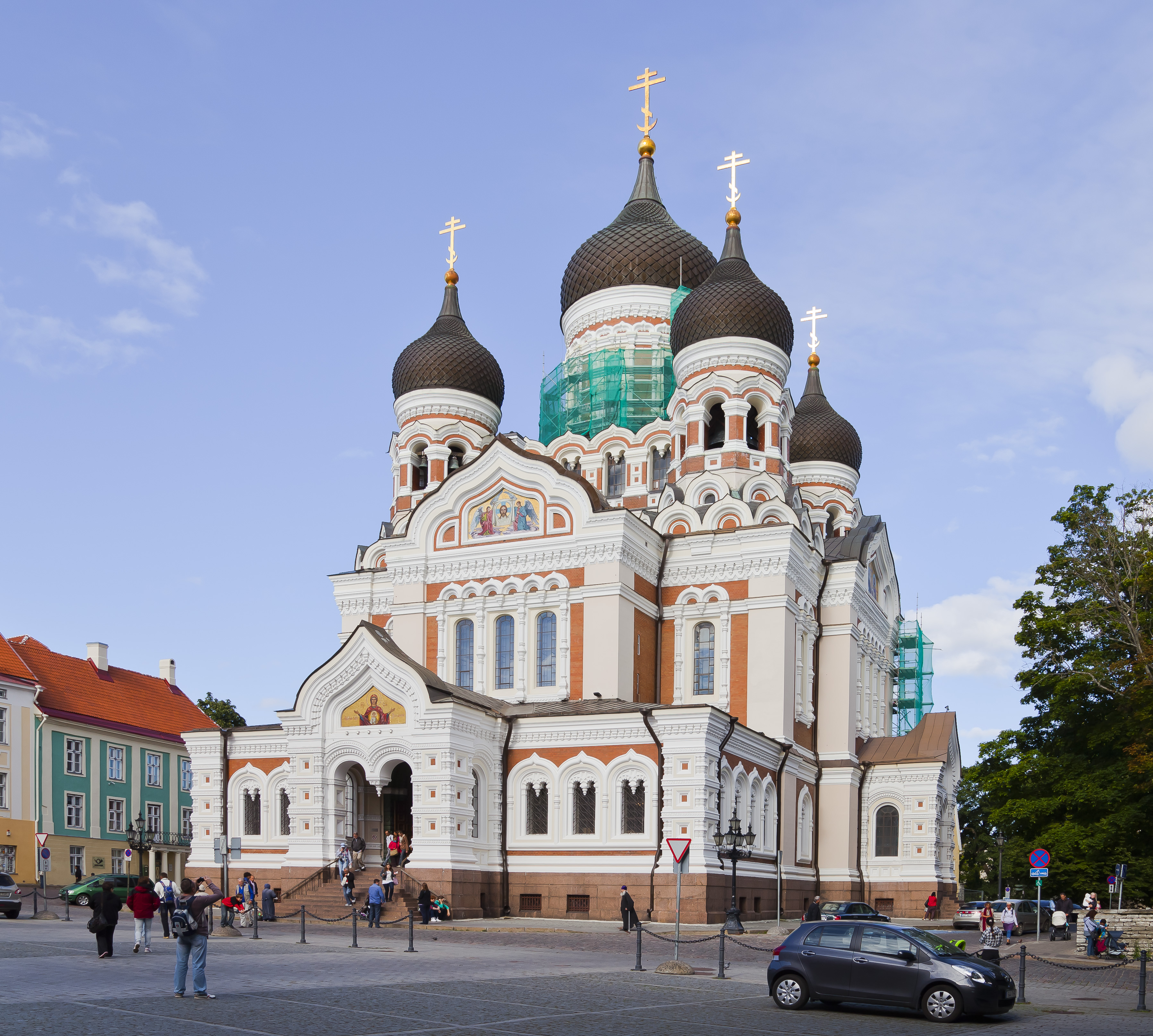
Ruský pravoslavný chrám Alexandra Něvského

Roku 1700 vypuká těžká a ničivá severní válka, kterou se Rusko snaží vyrvat Švédsku nadvládu nad Baltem. Po zahájení ruského útoku na Tallinn a vypálení části města se v září roku 1710 tallinnská radnice vzdává Rusům. Válka spolu s morovou epidemií způsobí úbytek tallinnského obyvatelstva na pouhou desetinu předválečného stavu. Teprve koncem 18. století se město zotaví z následků ruského vpádu a dosáhne velikosti, kterou mělo před vypuknutím války. Jeho růst však plynule pokračuje, takže v roce 1917 v něm žije kolem 160 000 obyvatel.
Ruské období se na tváři města podepisuje několika význačnými barokními budovami, z nichž nejznámější je carský palác v Kateřinském údolí, v době svého vybudování za městem, na východním okraji dnešní městské části Kesklinn.

### První republika
Ruská nadvláda skončila vyhlášením Estonské samostatnosti roku 1918. Tallinn byl vyhlášen hlavním městem Estonské republiky. Během následné estonské osvobozenecké války se město sice počátkem roku 1919 ocitlo v ohrožení, ale ruská vojska do něho už nevstoupila.
Válečné události a následná bída vedly ke snížení počtu obyvatel Tallinnu přibližně o třetinu vůči roku 1917. Po roce 1920 však město začíná opět růst, a to jak rozšiřováním předměstí, tak zhušťováním zástavby na dosud urbanizovaném území. Do města jsou začleněny některé dříve samostatné okolní obce, roku 1940 pak i město Nõmme.

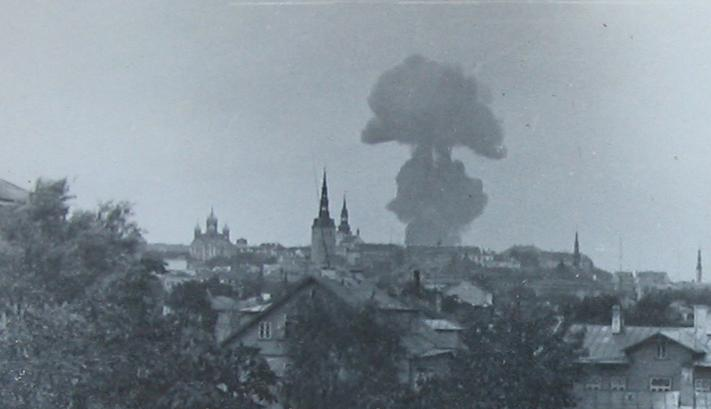
Boje o Tallinn v roce 1941

Téhož roku však přichází sovětská okupace Estonska, pak obsazení nacistickým Německem, a roku 1944 návrat sovětské moci. Poškození města a jeho památek během druhé světové války není tak rozsáhlé jako v případě některých jiných estonských měst; největší škody byly způsobeny rozsáhlým sovětským náletem v březnu 1944.

### Sovětská doba
S opětovným obsazením města sovětskými vojsky 23. září 1944 se Tallinn stal opět de facto hlavním městem Estonské sovětské socialistické republiky. Růst města byl urychlen stavbou rozsáhlých panelových sídlišť a řízeným přistěhováváním ruskojazyčného obyvatelstva z jiných oblastí Sovětského svazu. Z necelých 130 tisíc na konci války vyrostl počet obyvatel do roku 1956 na 267 a do roku 1976 na 408 tisíc, z nichž tvořili Rusové více než polovinu. Roku 1960 bylo navíc k Tallinnu připojeno Saue a roku 1963 též Maardu.
Na tváři města se sovětská doba vedle nového věnce sídlišť (Mustamäe, Lasnamäe, Õismäe) podepsala též několika jednotlivými urbanisticky kontroverzními projekty (Městská hala v přístavu, mrakodrap hotelu Viru aj.).

### Tallinn od znovunabytí nezávislosti
Výraznou změnu pro život i vzhled města znamenalo obnovení estonské nezávislosti roku 1991. Tallinn se stal opět hlavním městem suverénní Estonské republiky. Prvním výrazným důsledkem byl poměrně rozsáhlý úbytek obyvatelstva (z téměř 500 tisíc na necelých 400 tisíc), vzniklý především odchodem části ruskojazyčného obyvatelstva do Ruska, částečně pak znovuosamostatněním některých sídel (Saue, Maardu). Ruku v ruce s touto změnou se měnilo též národnostní složení obyvatelstva, takže k 1. dubnu 2004 bylo v Tallinnu již 53,7 % Estonců a jen 36,5% Rusů.
Nová politická a společenská situace se projevila i na urbanistické a architektonické tvářnosti města. Mnoho památek se dočkalo rozsáhlé rekonstrukce, některé architektonicky cenné budovy naopak musely ustoupit novostavbám. V širším centru města ve čtvrti Kompassi vznikla zdaleka viditelná skupina administrativních výškových budov. Kolem prstence sovětských sídlišť začaly vznikat čtvrti rodinných domků i luxusních rezidencí.

## Památky

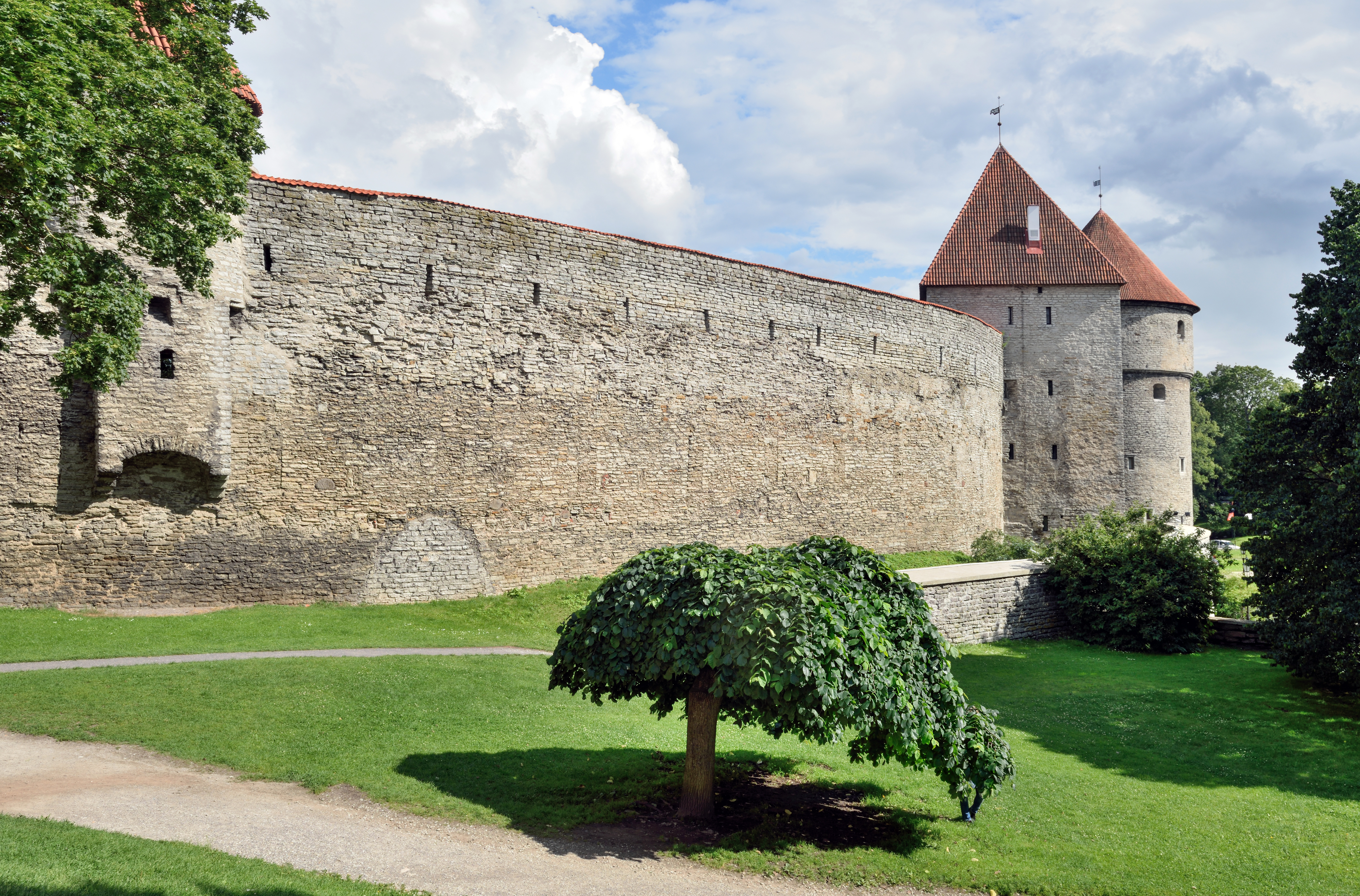
Hradby starého města v Tallinnu

Tallinn patří k turisticky nejnavštěvovanějším evropským městům. Hlavním turistickým cílem je Staré Město s hradním vrchem Toompea. Právě toto historické jádro města bylo v roce 1997 zapsáno na listinu světového dědictví UNESCO.

### Staré Město

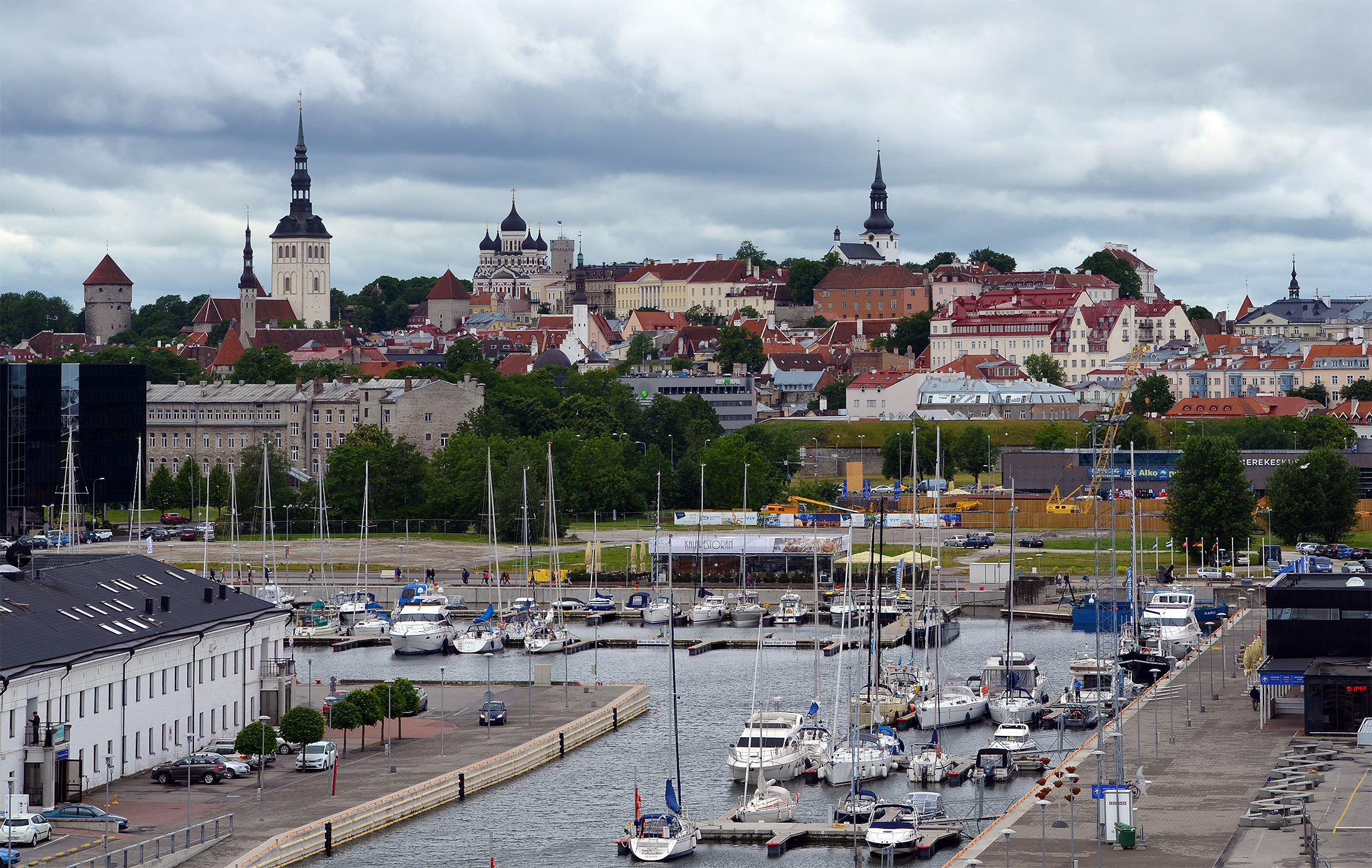
Pohled na Tallinn z Tallinnského přístavu

Historicky a architektonicky nejcennější částí Tallinnu je Vanalinn (Staré Město), do značné míry zachovalé středověké hanzovní město – udává se, že v hranicích Starého Města si přibližně dvě třetiny budov zachovaly svůj vzhled, vytvořený ve 13. až 17. století. Dochována je též více než polovina městského opevnění s věžemi a branami a později dobudovanými předsunutými bastiony. Nejstarší dochované části hradeb pocházejí ze 13. století, většina věží ze 14. a 16. století, dnes dochované brány z 15. století. Nejznámější jsou věže zvané Kiek in de Kök („Pohled do kuchyně“, 1475 a poté přestavba na poč. 16. století) a Paks Margareeta („Tlustá Markéta“, 1510–1529).
Ze sakrálních staveb Starého Města jsou nejvýznamnější gotický kostel sv. Mikuláše (Niguliste kirik) ze 13. století s mohutnou věží tyčící se těsně vedle hradního vrchu, kostel sv. Ducha (Püha Vaimu kirik) ze 14. století se štíhlou věží, vybavený pozdně gotickým dřevěným oltářem (1483) od Bernta Notkeho, a kostel sv. Olafa (Oleviste kirik), doložený již ve 13. století a koncem 15. století zcela přestavěný, jehož gotická věž o původní výšce 159 m byla svého času pravděpodobně jednou z nejvyšších staveb v Evropě i na světě, avšak v důsledku několika požárů a následných přestaveb se postupně snížila na dnešních pouze 123 m. Pozornost zasluhují též budovy dominikánského kláštera sv. Kateřiny původně ze 13. století a kostel sv. Michala, původně klášterní cisterciácký kostel ze 13. století, přeměněný na pravoslavný chrám v roce 1716, s vyřezávaným barokním ikonostasem z roku 1720.
Ze světských budov jsou památkově nejcennější gotická radnice s věží a vyřezávanými ozdobnými lavicemi v sále magistrátu ze 14.–15. století, gotický dům Velké gildy s dvojlodním sálem s křížovou klenbou z 15. století a ze stejného období dům Gildy sv. Olafa, gotické obytné domy (např. komplex tří domů Tři sestry) a renesanční dům Bratrstva černohlavých z roku 1597. Tallinn se také pyšní Radniční lékárnou (Raeapteek), nejdéle fungující lékárnou v Evropě, která je v provozu pravděpodobně již od roku 1415.

### Toompea
Dnes zpravidla za součást Starého Města počítaný hradní vrch Toompea (česky Chrámová hlava) žil po staletí vlastním životem jako samostatně spravované sídlo, na „dolním městě“ Tallinnu nezávislé a s ním i soutěžící a soupeřící.
Charakter Toompey jako samostatného královského a posléze řádového hradu dodnes připomíná mohutné opevnění ze 13. až 16. století. Jádrem hradního vrchu je Väike linnus, tedy Malý hrad, hrad v užším smyslu slova a na rozloze nejstaršího dánského hradu, dnes tvořený budovou konventu a hradním zámkem, v němž sídlí estonský parlament, a přilehlou částí opevnění, jíž dominuje 50,2 m vysoká věž Dlouhý Heřman (Pikk Hermann), na jejíž vrchol se v současnosti denně vztyčuje estonská vlajka.
Hradem v širším slova smyslu je Suur linnus, tedy Velký hrad, vlastně celá hradní čtvrť, zahrnující řadu architektonicky cenných církevních a správních objektů a obehnaná opevněním, navazujícím na opevnění Malého hradu. Srdcem této čtvrti je gotická katedrála Panny Marie, jejíž dějiny sahají do roku 1219, kdy byl na jejím místě postaven jednoduchý dřevěný kostel. Ten byl ještě během 13. století nahrazen jednolodním kamenným, a ten v první polovině 14. století halovým trojlodním. Do podoby blízké dnešní, tedy ve trojlodní baziliku, byl chrám přestavěn ve 30. až 60. letech 15. století. Po požáru roku 1684 byl kostel během několika desítek let obnoven a doplněn barokními prvky, 1778–1779 byla přistavěna barokní věž. V interiéru kostela zasluhují zvláštní pozornost četné náhrobky a epitafy ze 13. až 19. století, mj. náhrobek českého německého šlechtice a generála Jindřicha Matyáše z Thurnu, jednoho z vůdců vzpoury proti císaři proti císaři Ferdinandovi II. či renesanční náhrobek Ponta de la Gardie, švédského místodržícího v Estonsku z roku 1585 a jeho manželky Sofie Johansdotter Gyllenhielmové, dcery švédského krále Jana III.
V prostoru Velkého hradu se dále nachází dům někdejší katedrální školy (Toomkool), původně ze 14. století, nově postavený v 17. a přestavěný v 19. století, mariánská gilda (Püha Maarja gild) z 15. až 19. století, dům rytířstva (Rütelkonna hoone) ze 17. až 19. století a řada dalších administrativních a obytných budov, většinou přestavěných klasicistně. Na jižním okraji hradního vrchu se tyčí z daleka viditelný pravoslavný chrám Alexandra Něvského, postavený na přelomu 19. a 20. století jako symbol ruské moci nad mocenským centrem země.

### Další čtvrti

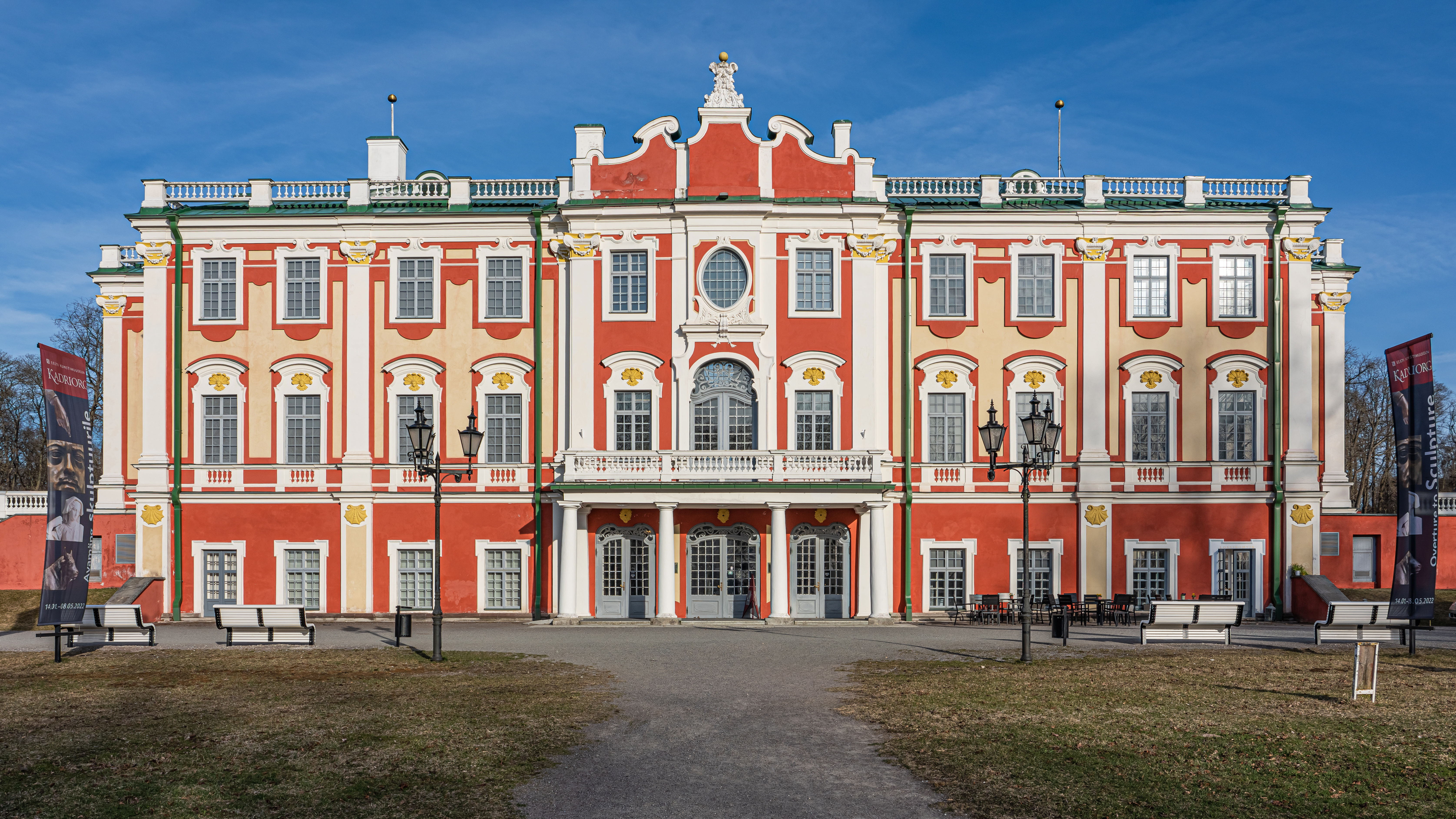
Kadriorg – bývalé letní sídlo ruského cara

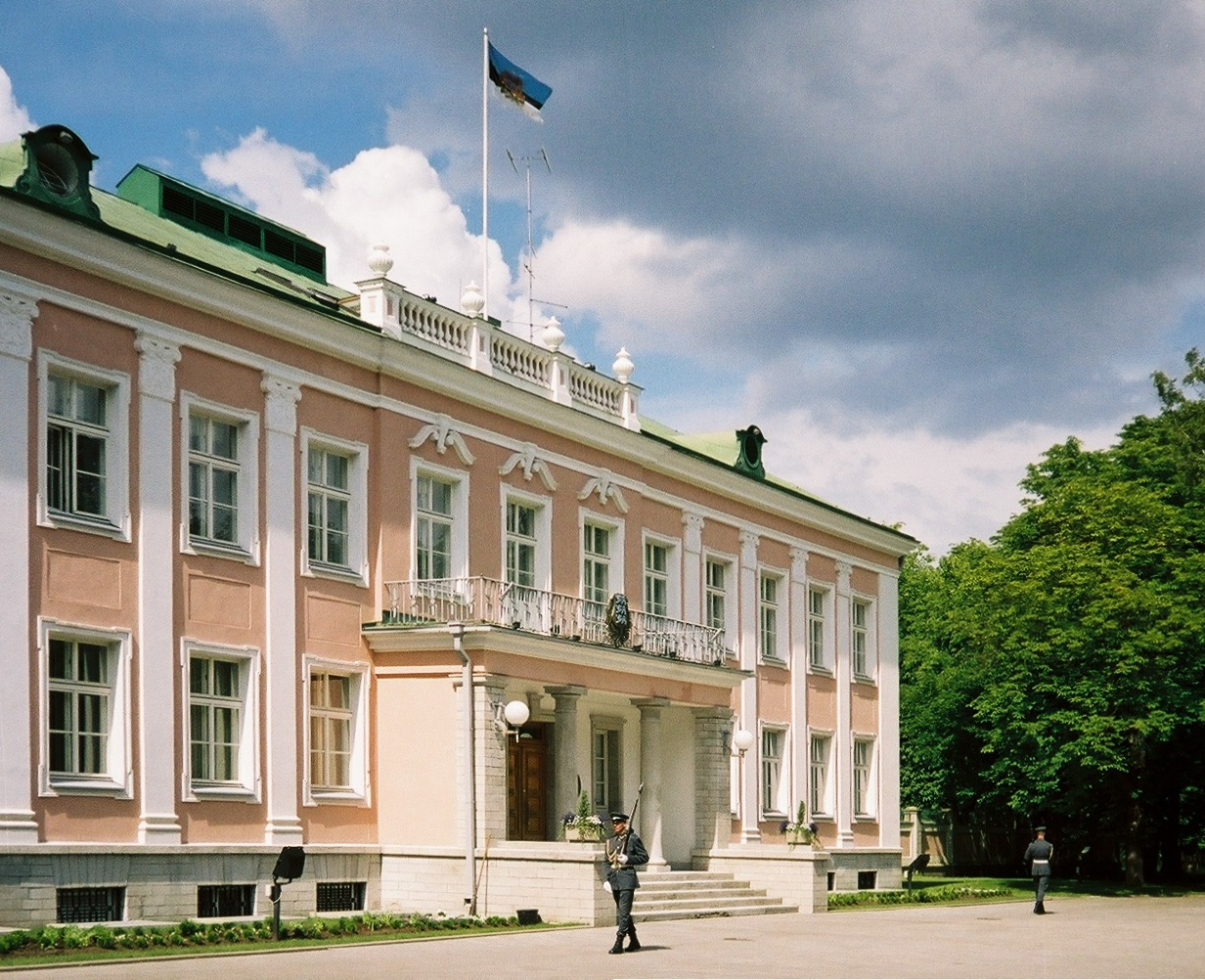
Kadriorg – prezidentský palác

V bezprostředním sousedství Starého Města se nachází několik architektonicky cenných staveb hlavně z doby národního rozmachu od začátku 20. století do druhé světové války – modernistická budova Akademického divadla (Akadeemiline Draamateater) z roku 1910 na začátku Pernovské silnice (Pärnu maantee), těsně sousedící monumentální stavba hudebního divadla a koncertní síně Estonia z let 1909–1913, o něco jižněji novogotická cihlová budova původně Rytířské záložny, dnes Estonské národní banky z roku 1904 a secesní budova původně Vzájemné záložny, dnes Kreditní banky, z roku 1912, a na Náměstí svobody (Vabaduseväljak) funkcionalistická budova Domu umění (Kunstihoone) z roku 1934.
Z dalších čtvrtí Tallinnu je turistickým cílem především Kadriorg, kde se nachází pozdně barokní až raně klasicistní zámek z roku 1718, navržený Italem Nicolem Michettim jako letní rezidence Petra Velikého). Zámek je nyní využíván jako muzeum umění. Je obklopen francouzskými zahradami, na něž navazuje anglický park. V těsném sousedství zámku stojí prezidentský palác, vybudovaný roku 1938 v historizujícím stylu inspirovaném stylem zámku.

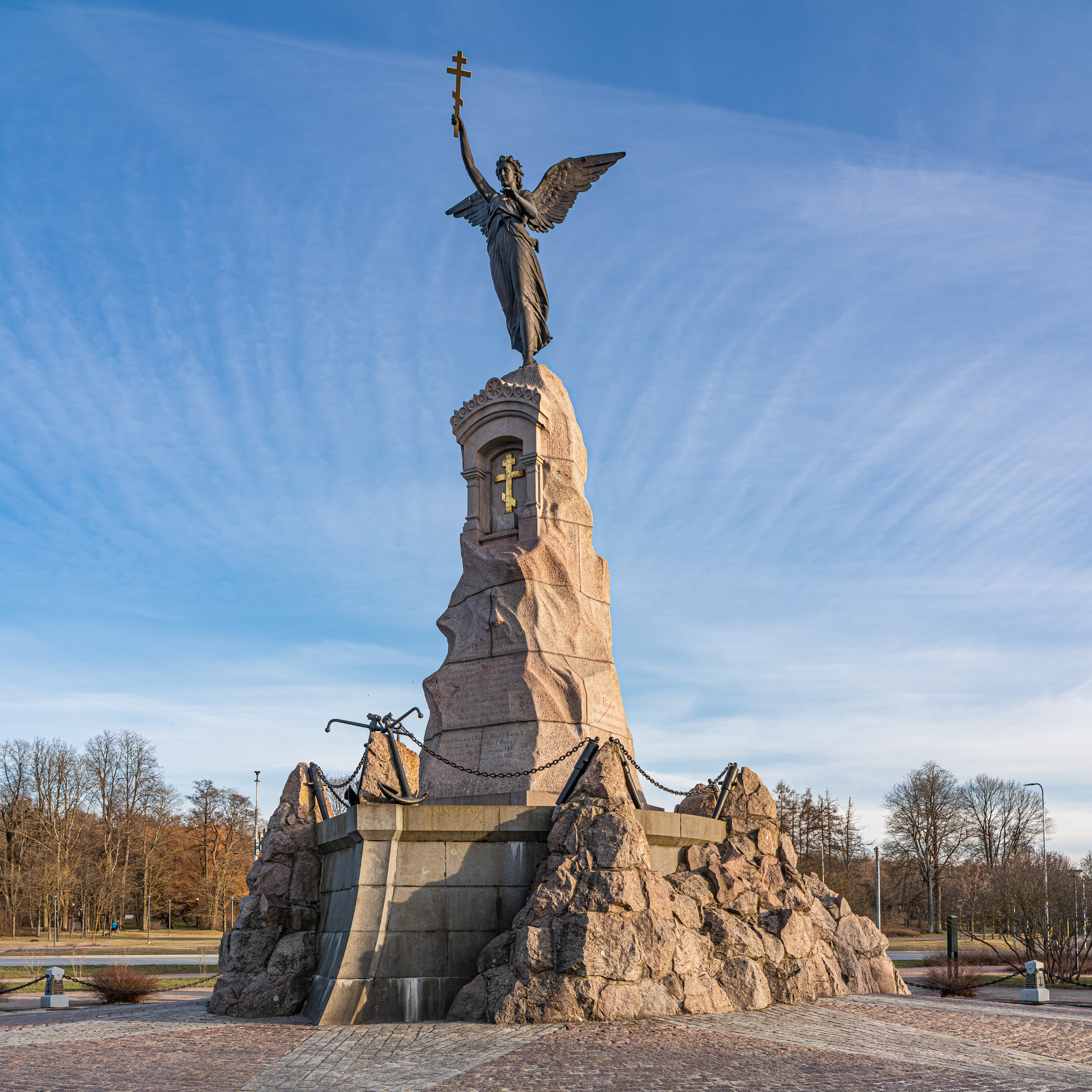
Kadriorg – pomník Rusalky

Rovněž v Kadriorgu, asi kilometr od zámku, se na břehu zálivu nachází pomník 177 ruských námořníků, kteří v zálivu utonuli v roce 1893 spolu se svou válečnou lodí Rusalka.
Severovýchodně od Kadriorgu v dnešní městské části Pirita se nacházejí zříceniny klášterního kostela brigidek z 15. století, zničeného v livonské válce roku 1577. Právě podle kláštera vzniklo zkomolením místní jméno Pirita, a do výšky se tyčící zachované průčelí zříceného kostela se stalo symbolem čtvrti a městské části.

## Správní členění

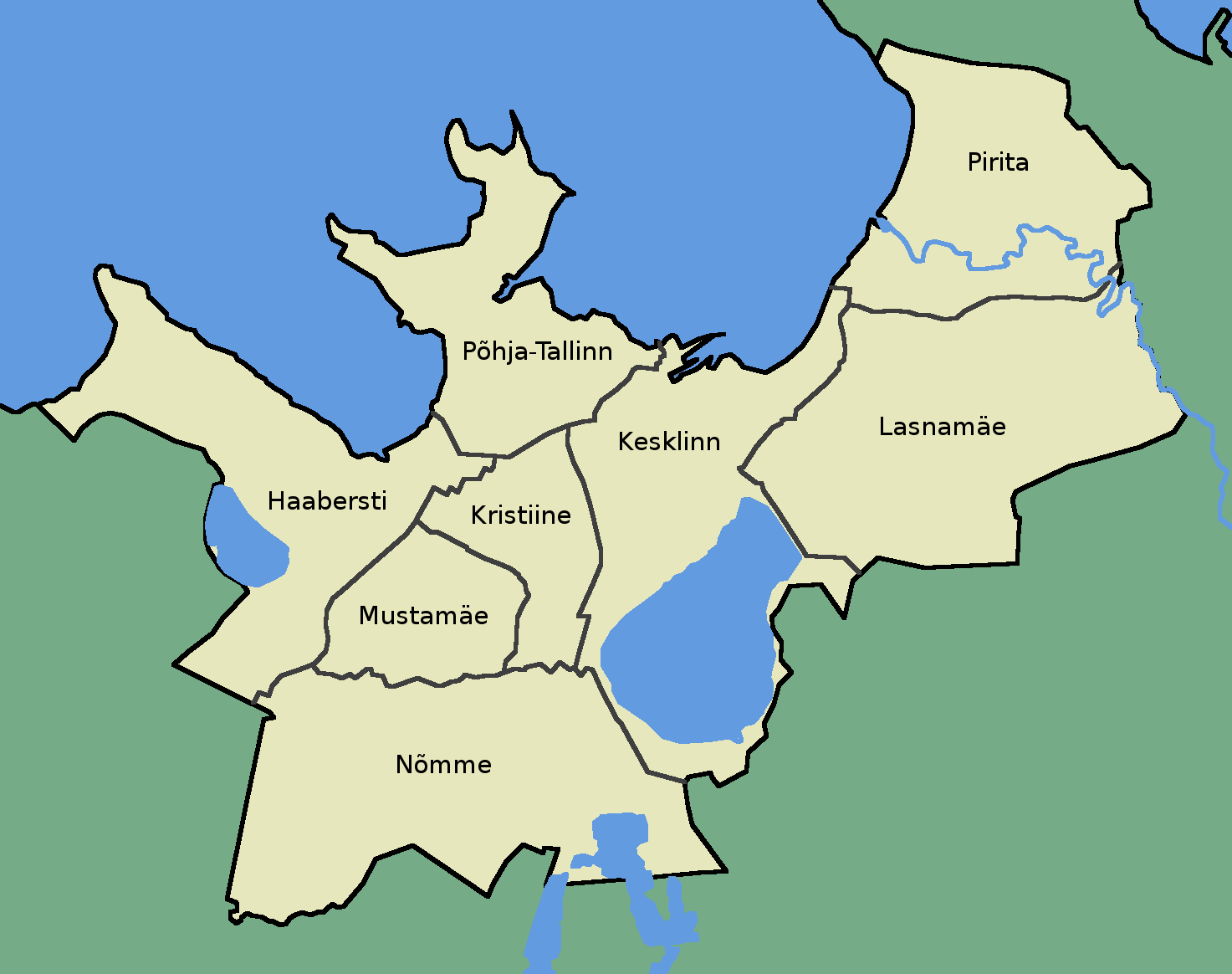
Členění Tallinnu na městské části

Od počátku historických záznamů se Tallinn členil v samostatně spravovanou hradní čtvrť Toompea a ve vlastní Tallinn, zvaný též Dolní Město (All-linn). Toto rozdělení bylo oficiálně zrušeno až roku 1878 plným připojením Toompey k Tallinnu. Celé území města pak bylo spravováno centrálně bez dalšího administrativního členění až do počátku 20. let 20. století, kdy byl v rámci procesu celkového správního členění suverénního Estonska rozdělen na šest městských částí, označených římskými čísly I, II, III, IV, V a VI.
Po 2. světové válce byl Tallinn v rámci sovětské administrativní reformy rozdělen ve čtyři obvody – Říjnový (Oktoobri rajoon), Leninův (Lenini rajoon), Kalininův (Kalinini rajoon) a Mořský (Mere rajoon).
Nové členění Tallinnu v městské části (linnaosa) bylo zavedeno v 90. letech 20. století. Osm samosprávných městských částí/obvodů – Haabersti, Kesklinn, Kristiine, Lasnamäe, Mustamäe, Nõmme, Pirita a Põhja-Tallinn – se dále člení na čtvrtě (asum), jejichž význam je však dnes ve většině případů jen tradiční a historický.
V únoru 2009 bylo zastupitelstvem města rozhodnuto zrušení samosprávných městských částí a jejich nahrazení deseti správními obvody. Zda a kdy bude toto rozhodnutí provedeno, není zatím jisté.

## Doprava

### Silniční doprava
Městem procházejí čtyři trasy evropských silnic:
- E20 Tallinn – Narva – Petrohrad (silnice v západním směru pokračuje ve Stockholmu, kam lze auto přepravit trajektem), estonská silnice číslo 1
- E67 Tallinn – Riga – Kaunas – Varšava – Praha (trasa začíná již v Helsinkách, kam lze auto přepravit trajektem, je známá taktéž pod názvem Via Baltica), estonská silnice číslo 4
- E263 Tallinn – Tartu – Luhamaa (křižovatka se silnicí E77 v úseku Riga – Pskov), estonská silnice číslo 2
- E265 Tallinn – Paldiski (zde silnice navazuje na trajekt do švédského přístavu Kappelskär), estonské silnice číslo 8, 11

Kolem jižní a západní části města vede silniční obchvat.

### Veřejná doprava
V Tallinnu funguje systém městské hromadné dopravy, který zajišťuje městem vlastněná společnost Tallinna Linnatranspordi AS. K 1. únoru 2019 ve městě provozovala 75 autobusových linek, 4 linky trolejbusové a 4 tramvajové. Trolejbusové tratě přitom v posledních letech byly rušeny (naposledy v roce 2017) a nahrazovány provozem autobusů na elektrický nebo hybridní pohon. Občané s trvalým bydlištěm v Tallinnu místní MHD cestují zdarma. Jako jízdní doklad jsou využívány elektronické čipové karty a pro jednotlivé jízdy také digitální QR jízdenky.
S regionem Harjumaa město propojuje několik desítek autobusových linek a také systém příměstské železnice, provozovaný dopravcem Elron. Stejný dopravce pak zajišťuje také dálkové vlakové spojení do měst Viljandi, Narva a Tartu. Významným terminálem veřejné dopravy je Balti jaam (Baltská stanice), odkud vyjíždějí všechny vlakové spoje a řada regionálních a dálkových autobusů.
Provoz mezinárodní vlakové linky Tallinn – Petrohrad – Moskva byl na jaře 2020 přerušen kvůli pandemii covidu-19.

### Letecká doprava
Mezinárodní letiště Tallinn se nachází v lokalitě Ülemiste cca 5 km jihovýchodně od centra. Disponuje jednou vzletovo-přistávací dráhou a jedním odbavovacím terminálem. S centrem je letiště spojeno tramvají. Webové stránky v listopadu 2020 uváděly 14 obsluhovaných destinací a 6 plánovaných.

### Vodní doprava
Tallinn leží na pobřeží Finského zálivu a proto se zde nachází hned několik přístavů. Trasy trajektů spojují Tallinn především s destinacemi ve Finsku, ale také s okolními ostrovy. Ve městě však fungují rovněž nákladní přístavy.

## Sport
Ve městě působí tým ledního hokeje HC Panter Tallinn hrající nejvyšší Estonskou ligu Meistriliiga mužú i žen. V minulosti úspěšně reprezentovaly město i další kluby například HC Vipers Tallinn, HC Viking Tallinn, HK Stars Tallinn, TKK Tallinn, TVMK Tallinn, Talleks Tallinn, Tempo Tallinn, Eskavaator Tallinn, Kalev Tallinn, Dynamo Tallinn.
V září se v Tallinu běhá městský maraton, půlmaraton a běh na 10 km.

## Slavní rodáci
- Michel Sittow (1469–1525) – estonský malíř
- Thomas Johann Seebeck (1770–1831), německý fyzik
- Otto von Kotzebue (1787–1846), estonsko-německo-ruský cestovatel
- Marie Underová (1883–1980), estonská básnířka a překladatelka
- Alfred Rosenberg (1893–1946), nacistický zločinec, stranický ideolog NSDAP
- Silvia Rannamaa (1918–2007) – estonská spisovatelka
- Jaan Kross (1920–2007), estonský spisovatel
- Lennart Meri (1929–2006), estonský spisovatel, historik, režisér a politik, prezident Estonska v letech 1992–2001
- Alexij II. (1929–2008), patriarcha moskevský a celé Rusi od roku 1990 až do své smrti
- Neeme Järvi (* 1937) – významný estonský dirigent
- Lilian Malkina (* 1938) – česká herečka estonsko-židovského původu
- Paul-Eerik Rummo (* 1942) – estonský básník a politik
- Priit Pärn (* 1946) – estonský umělec, karikaturista
- Siim Kallas (* 1948), estonský politik, premiér Estonska v letech 2002–2003 a viceprezident Evropské komise
- Paavo Järvi (* 1962) – syn Neeme Järviho, rovněž významný dirigent
- Urmas Paet (* 1974) – estonský politik
- Kaja Kallasová (* 1977), estonská politička, úřadující premiérka Estonska
- Gerd Kanter (* 1979), bývalý estonský atlet-[diskař, mistr světa a olympijský medailista
- Minna Hint (* 1981) – estonská umělkyně, producentka a režisérka
- Getter Jaani (* 1993) – estonská zpěvačka
- Anett Kontaveitová (* 1995), estonská profesionální tenistka

## Partnerská města
- Annapolis, Spojené státy americké
- Bělostok, Polsko
- Benátky, Itálie
- Dartford, Spojené království
- Los Gatos, Spojené státy americké
- Gdaňsk, Polsko
- Gdyně, Polsko
- Gent, Belgie
- Göteborg, Švédsko
- Groningen, Nizozemsko
- Kiel, Německo
- Kotka, Finsko
- Lomže, Polsko
- Malmö, Švédsko
- Moskva, Rusko
- Petrohrad, Rusko
- Portland, Spojené státy americké
- Riga, Lotyšsko
- Schwerin, Německo
- Vilnius, Litva